# 喧嘩與騷動
《聲音與憤怒》（英語：The Sound and the Fury），是美國作家威廉·福克納的第四部小说和成名作，出版于1929年，書名出自莎士比亞戲劇《麥克白》中第五幕第五场麦克白的著名独白。该书采用意识流的方法，讲述了美国南方破落户康普生一家的生活，是美国文学史上的经典之作，受詹姆斯·乔伊斯和弗吉尼亚·伍尔夫等人的影响。

## 概述
该书原题《黄昏》，现在的题目是取材于莎士比亚《麦克白》中的台词。该书以麦克白的败亡、绝望与虚无，来映照就南方解体后大家族子弟的心境。这部小说是福克纳最喜爱的作品，他将它看做自己“最美好的失败”、“最勇敢的失败”、“最辉煌的失败”，正是这部结构复杂、大胆实验的作品为他赢得了世界声誉。

## 內容
这部小说分四个部分，涉及到四天时间，打破了传统小说的叙事顺序。各种事件在书中跨越时间界限交织在一起，再现了一个大家族几十年的兴衰历程。在结构上，全书采取一种类似对位法的技巧，四个部分既相互独立，又相互映衬。前三个部分是康普生家三个儿子班吉、昆丁和杰生的内心独白，而第四个部分则是以第三人称叙述黑人女仆迪尔西在康普生家的所见所闻，填补前三个部分的空白。由于采用了意识流手法，不同时空的事件往往被故意混杂在一起，增加了作品的复杂性。
小说叙述的是杰弗生镇上显赫一时的康普生一家，现已没落，只剩破败的房子和一个老女仆。家中幼子班吉是一个智障，33岁时只有3岁智力，故事即是以他错乱的回忆开头。康普生家大女儿凯蒂与富家子弟私通后怀上孩子，不得已嫁给体面人家，然而事情终于败露，被逐出门。大儿子昆丁心中满是家族荣誉，丑闻发生后声称凯蒂的孩子是与自己乱伦的结果，投河自尽。康普生先生也于1912年病逝。二儿子杰生注重实利，想依靠凯蒂丈夫混个银行职位，但因为凯蒂被逐出家门而失去机会，他还窃取了凯蒂私生女的赡养费，然而这笔钱最终还是被凯蒂女儿偷了回去。

## 引用和注释
1. ↑  肖明翰 1997，第235頁
2. ↑  李维屏，戴鸿斌编 2011，第83-84頁
3. ↑  董衡巽主编 2003，第247-248頁